# Zimní olympijské hry 2038
Zimní olympijské hry 2038, oficiálně Hry XXVIII. olympiády, je budoucí multinárodní multisportovní událost plánovaná na rok 2038. Tyto hry budou následovat po Zimních olympijských hrách 2034 a Letních olympijských hrách 2036. Jejich pořadatel není dosud (2024) známý, zájem vyjádřilo například Švýcarsko.